# Good Life (canción de Jesse McCartney)
«Good Life» es un sencillo del cantante estadounidense Jesse McCartney, lanzado en el 2004.

## Información
La canción fue escrita por Kristian Boots Ottestaad, producida por Andrew Gold, Ginger McCartney y Sherry Kondor. Fue lanzada para promocionar la película original de Disney Channel Stuck in the Suburbs. Asimismo, la canción fue incluida tanto en la banda sonora de dicha película,. como en el álbum de estudio debut de McCartney.

## Video musical
En el video musical oficial se puede ver a McCartney cantando en un estudio de grabación y mirando hacia la cámara, mostrando escenas de la película. En otra versión del video, sólo se muestra a McCartney en el estudio de grabación sin escenas de la película.

## Posicionamiento
| Listas (2004) | Posición |
| ------------- | -------- |
| Radio Disney  | 6        |